# 软弱杜茎山
软弱杜茎山（学名：Maesa tenera）为紫金牛科杜茎山属下的一个种。

## 扩展阅读
- 維基物種上的相關：软弱杜茎山